# 293934 MPIA
293934 MPIA este un asteroid din centura principală de asteroizi.

## Descriere
293934 MPIA este un asteroid din centura principală de asteroizi. A fost descoperit pe 8 octombrie 2007 la Heidelberg de Felix Hormuth. Asteroidul prezintă o orbită caracterizată de o semiaxă mare de 2,40 ua, o excentricitate de 0,15 și o înclinație de 3,6° în raport cu ecliptica.